# 庄家塘立交桥站
庄家塘立交桥站是昆明地铁5号线的地铁车站，位于中华人民共和国云南省昆明市西山区悦海路与红塔东路交叉口南侧，于2022年6月29日开通。

## 车站结构
庄家塘立交桥站位于悦海路与红塔东路交叉口南侧，沿悦海路西侧设置，呈南北走向，为地下两层岛式站台车站，车站地下一层为站厅层，地下二层为站台层，站台设置全高站台门。
| 地面              | 出入口 | A、B出入口 |
| 地下一层          | 站厅   | 客服中心、自动售票机、验票机                                                                                      |
| 地下二层          | 站台   | \| \| \| █ 5号线往世博园（兴体路） \| \| 島式 · 開左邊车门 \| \| \| \| \| \| █ 5号线往宝丰（滇池国际会展中心） \| |
|                   |        | █ 5号线往世博园（兴体路）                                                                                         |
| 島式 · 開左邊车门 |        | |
|                   |        | █ 5号线往宝丰（滇池国际会展中心）                                                                                 |

## 出入口
庄家塘立交桥站共有2个出入口，各出口及周围设施如下所示：
| 编号                  | 地点           | 建议前往的目的地                                   | 照片 |
| --------------------- | -------------- | -------------------------------------------------- | ---- |
| 出口 · A · 升降机标志 | 悦海路、同仁路 | 滇池卫城、庄家塘收费站、同仁医院、艾尔西醇善幼儿园 |      |
| 出口 · B              | 悦海路、同仁路 | 滇池卫城、庄家塘收费站、同仁医院、艾尔西醇善幼儿园 |      |
| 註： 設有             |                |                                                    |      |

## 接驳交通

### 公交车
- 同仁路南段：Z4路
- 环湖东路北口：Z4路

## 车站历史
本站建设时期工程名为滇池卫城站，开通前确定以庄家塘立交桥站作为车站正式名称。
- 2019年4月7日，车站主体结构封顶[2]。
- 2022年6月29日，车站随5号线通车开通[1]。